# Памятник А. С. Пушкину (Санкт-Петербург, площадь Искусств)
Памятник Александру Сергеевичу Пушкину скульптора М. К. Аникушина и архитектора В. А. Петрова — установлен 19 июня 1957 года в Ленинграде, на площади Искусств перед зданием Государственного Русского музея. Открытие памятника было приурочено к празднованию 250-летия Ленинграда.

## Описание
Памятник отлит из бронзы на ленинградском заводе «Монументскульптура». Высота свыше 4 м, вместе с пьедесталом 7 м 90 см. Пьедестал вырублен из красноватого гранита, добытого в Кар-Лахти под Ленинградом, основание — из гранита. На лицевой стороне пьедестала высечена золотом надпись: «Александру Сергеевичу Пушкину».

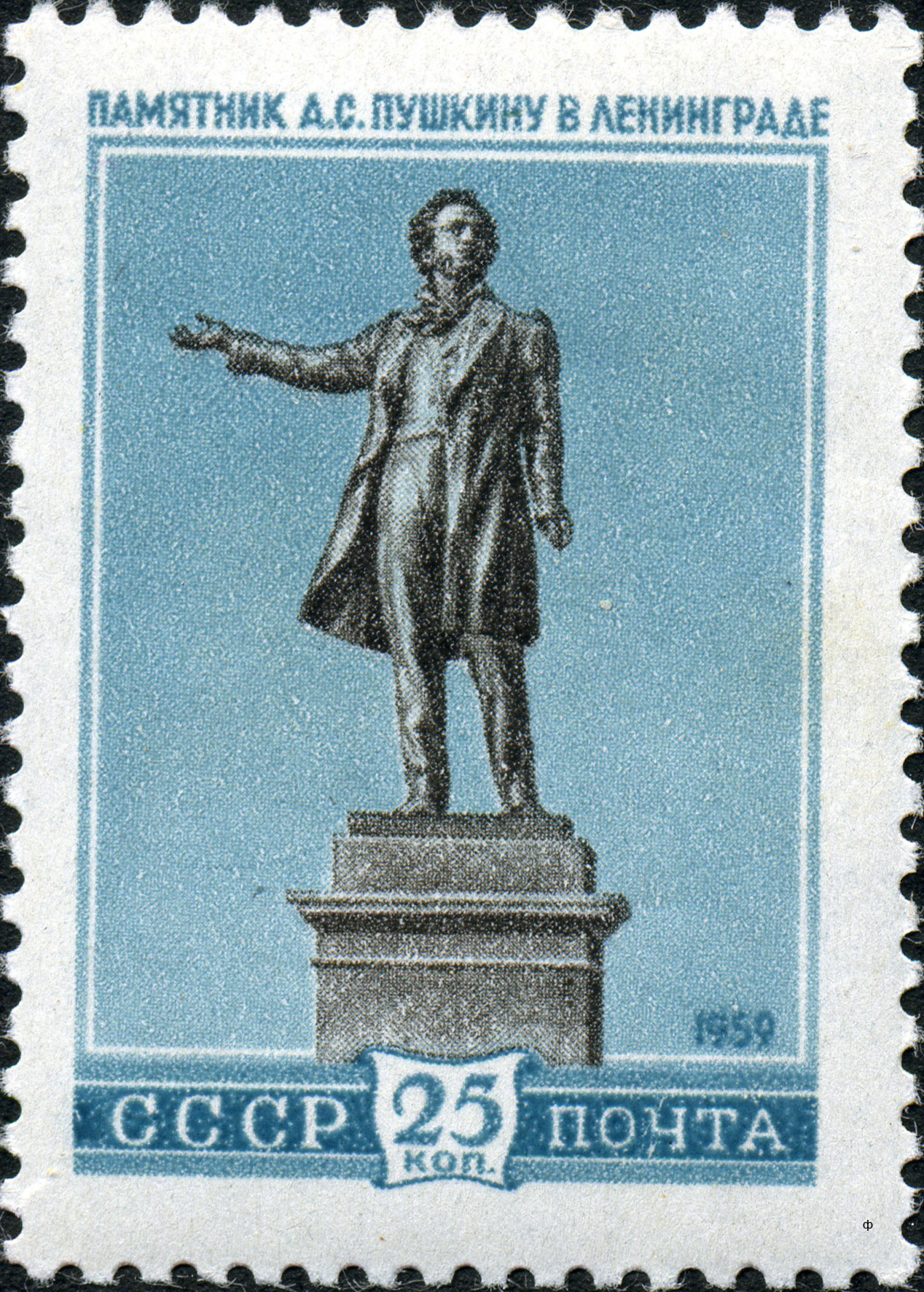
Памятник на почтовой марке

## История создания
История создания памятника восходит к 1936 году, когда Совет народных комиссаров СССР принял решение о необходимости воздвигнуть монумент к 100-летию со дня смерти поэта. В 1937 году был объявлен Всесоюзный конкурс на лучший проект памятника. Первоначально предполагалось установить его на Биржевой площади. Она была переименована в Пушкинскую, состоялась торжественная закладка монумента. Однако никто из конкурсантов не смог представить достойный проект, и в итоге на Васильевском острове памятник установлен не был.
После войны в 1947 году был объявлен новый Всесоюзный конкурс на лучший проект памятника Александру Сергеевичу Пушкину в Ленинграде. Изначально конечный срок подачи проектов был назначен на 31 июля 1947 года. Первые три тура не выявили победителя. Скульптор Л. Д. Муравин и арх. И. Каракис получили вторую премию. В 1949 году на IV открытый тур конкурса свой эскиз представил молодой тридцатидвухлетний скульптор Михаил Аникушин, недавний выпускник Академии художеств. В результате его эскиз был утвержден комиссией. Торжественная закладка памятника состоялась в 1949 году, в 150-ю годовщину со дня рождения поэта.
В процессе работы над окончательным вариантом памятника М. К. Аникушин создал большое число скульптурных и графических портретов А. С. Пушкина, а также фигурные композиции поэта для Московского университета (1953) и для станции Ленинградского метрополитена «Пушкинская» (1955). «Великолепный монумент, который украшает сейчас площадь Искусств в Ленинграде, — писал в 1958 году Б. Иогансон, — был создан скульптором уже после того, как государственная комиссия приняла ранее сделанный им вариант памятника Пушкину. Однако Аникушин считал его недостаточно совершенным и на свои собственные средства создал новую, более глубокую и законченную модель памятника великому русскому поэту».
В 1958 году за памятник А. С. Пушкину Михаилу Аникушину была присуждена Ленинская премия.